# Luis Pastori
Luis Pastori (La Victoria, estado Aragua; 25 de agosto de 1921 - Caracas, Venezuela; 16 de septiembre de 2013) fue un poeta, economista y académico venezolano.

## Cargos desempeñados
Estudió economía en la Universidad Central de Venezuela de donde egresó en 1949 junto con el también escritor Domingo Maza Zavala. En la misma institución obtuvo un posgrado en desarrollo económico. En el Banco Central de Venezuela trabajó durante 37 años, tiempo en el cual llegó a ser vicepresidente de la institución. También se desempeñó como Ministro de Estado para la Cultura, Presidente del Centro de Estudios Latinoamericanos Rómulo Gallegos y presidente de la Asociación de Escritores de Venezuela.

## Trayectoria literaria
Desde los 14 años comenzó a publicar poesía en un diario, hoy desaparecido, de La Victoria llamado Brotes. A los 20 años publicó su primer libro de poemas. Ha trabajado como traductor de poesía y su propia obra ha sido traducida a más de 12 idiomas, incluido el árabe y el chino. Ha recibido, entre otros galardones, el Premio Municipal de Poesía en 1950, el Premio Nacional de Literatura de Venezuela en 1962, y el Premio Hispanoamericano de Poesía León de Greiff en 1984. Es miembro Número y exdirector de la Academia Venezolana de la Lengua. Fundador de la revista Letras Nuevas desde 1999 dirige la revista BCV Cultural del Banco Central de Venezuela.

## Obra
Además de los siguientes libros, Pastori es coautor (letra) del Himno de la Universidad Central de Venezuela, al lado de su amigo el también escritor Tomás Alfaro Calatrava, con música de Evencio Castellanos.
Poemarios:
- Poemas en italiano (Traducciones, 1941)
- Quince poemas para una mujer que tiene quince nombres (1942)
- Las canciones de Beatriz (1947)
- País del humo (1948)
- Herreros de mi sangre (1950)
- Tallo sin muerte (1950)
- Toros santos y flores, (1950)
- Aire de soledad (1959)
- Elegía sin fin (1962)
- Hasta la fecha (1964)
- Trompos y testimonios (1964)
- Definitivamente enamorado (1965)
- Caracas y la poesía (Antología, 1966)
- Tiempo de glosa (1967)
- Trofeos de caza (1969)
- Hasta aquí me trajo el río (1977)
- Sonetos intemporales (1977)
- Sinrazones (1983)
- Sermones Laicos (1990)